# Прапор Чечні
Прапор Чеченської Республіки (чеч. Байракх Нохчийн Республикан) є державним символом Чеченської Республіки. Прийнятий Парламентом Республіки 22 червня 2004 року. 

## Опис
Державний прапор Чеченської Республіки являє собою прямокутне полотнище із трьох горизонтальних смуг: верхньої зеленого — 65 см, середньої — білого — 10 см і нижньої — червоного кольору — 35 см, у ратища вертикальна біла смуга із чеченським національним орнаментом — 15 см, по всьому контуру обрамовується золотою бахромою. 
Відношення ширини прапора до його довжини — 2:3.

## Історія

### Північно-Кавказький емірат і його прапор

Прапор Північно-Кавказького емірату (1919-1920 рр.).

За часів Російської імперії більша частина Чечні разом з Грозним входили до складу Терської області і своєї символіки не мали.
У вересні 1919 а в чеченському аулі Ведено імам Узун-Хаджі проголосив незалежність Північного Кавказу і створення Північно-Кавказького емірату. У свою державу, яка не мала чітких кордонів, Узун-Хаджі включив гірські райони Дагестану, гірську Чечню і частину Інгушетії. Емірат був створений як шаріатська монархія під протекторатом Османської імперії.
Прапор Північно-Кавказького емірату мав вигляд зеленого полотнища з білим півмісяцем і трьома зірками над ним. Відношення довжини полотнища прапора до його ширини на зображеннях близько до 2:1. 

### Чечено-Інгушська АРСР

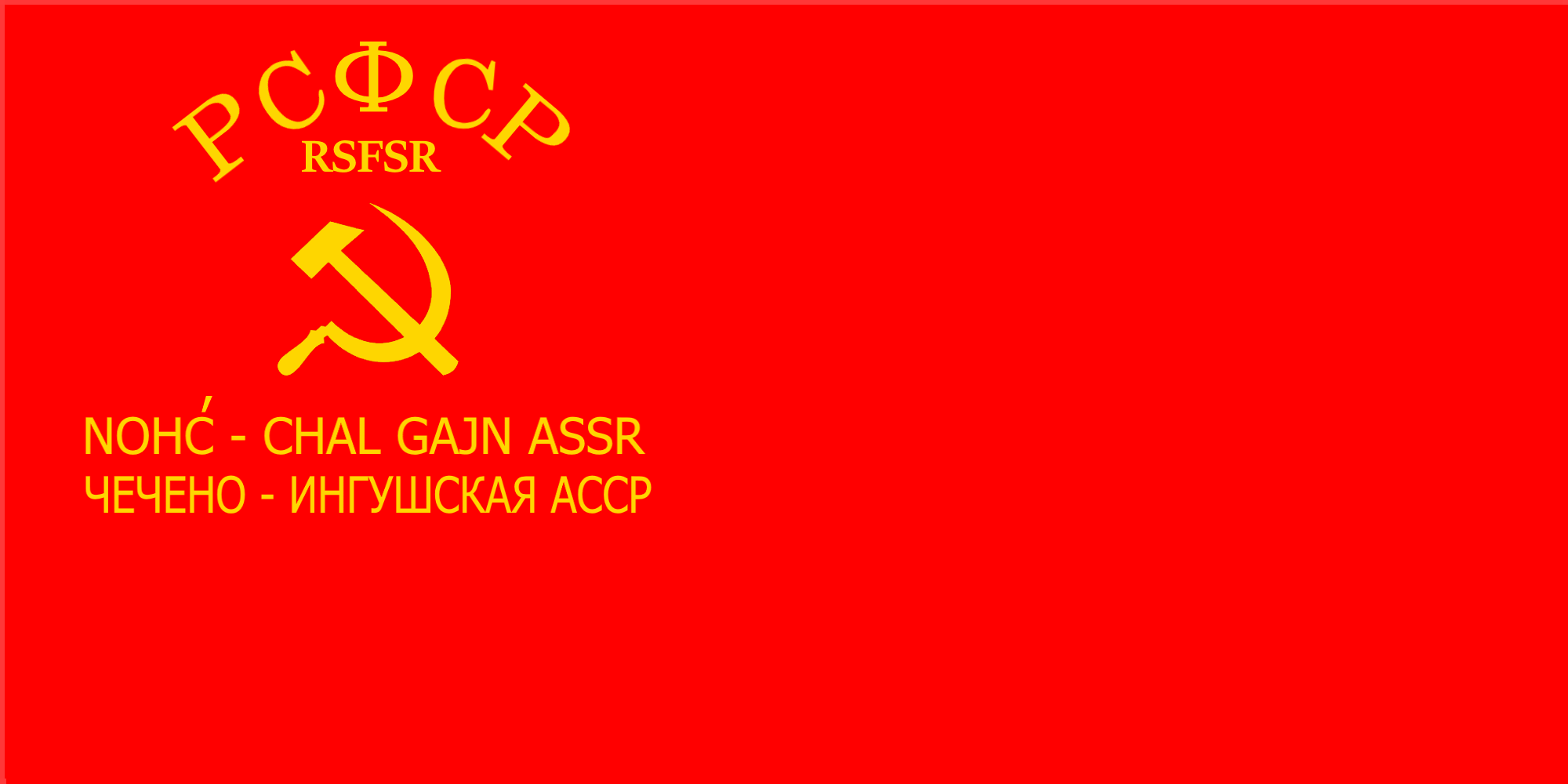
Прапор ЧІАССР (1937-1944 рр.).

30 листопада 1922 року була утворена Чеченська автономна область. Місто Грозний спочатку було виділене в особливу губернію поза ПрАТ, в 1925 році стало центром новоствореного Північно-Кавказького краю і тільки в 1929 у був включений в ЧАО.
15 січня 1934 року була утворена Чечено-Інгушська автономна область, 5 грудня 1936 року перетворена в Чечено-Інгушську Автономну Соціалістичну Радянську Республіку. 22 червня 1937 року Надзвичайний III З'їзд рад ЧІАССР прийняв Конституцію.
У ст. 112 Конституції ЧІАССР (1937 ) року її прапор описувався наступним чином:
 Державним прапором Чечено-Інгуської Автономної Радянської Соціалістичної Республіки є державний прапор РРФСР, що складається з червоного полотнища, в лівому кутку якого, у древка наверху, вміщені золоті літери «РРФСР» російською, чеченською і інгушською мовами, з додаванням під написом «РРФСР» літерами меншого розміру напису «Чечено-Інгушська АРСР» російською, чеченською і інгушською мовами. 
7 березня 1944 року ЧІАССР була скасована, корінне населення (чеченці та інгуші) депортовано, а 22 березня була утворена Грозненська область РРФСР.

Прапор ЧІАССР (1957-1978 рр.).

9 січня 1957 року Указом Президії Верховної Ради СРСР Чечено-Інгушська АРСР була відновлена. Прапор республіки в 1960-1970-х роках повторював прапор РРФСР, але містив абревіатури назви республіки на російською, чеченською та інгушською мовами. Втім, на прапорі було лише дві абревіатури, так як по-чеченські і по-інгушські вона виглядає однаково. Ця нова версія прапора була затверджена Законом про зміну і доповнення тексту Конституції (Основного закону) ЧІАССР від 16 квітня 1958 року. 21 травня 1958 року Указом Президії ВР ЧІАССР було затверджено Положення про державний прапор ЧІАССР.

Прапор ЧІАССР (1978-1991 рр.).

VIII позачергова сесія Верховної Ради ЧІАССР 6-го скликання 26 травня 1978 року прийняла нову Конституцію ЧІАССР. Опис державних символів у ній мало відрізнявся від існуючих раніше. Назва республіки на прапорі (ст. 158) подавалася повністю. 24 квітня 1980 року була прийнята Інструкція щодо застосування Положення про державний прапор ЧІАССР. 24 липня 1981 року було прийнято нове Положення про прапор ЧІАССР.

### Прапори Чеченських Республік Нохчічо і Ічкерії

Прапор Нохчічо і Ічкерії (без герба)

Варіант прапора Нохчічо і Ічкерії (з гербом)

2 листопада 1991 рік році парламентом Чеченської Республіки Нохчічо (1993 р. перейменованої в Ічкерію) був затверджений прапор - прямокутне полотнище зеленого кольору із співвідношенням сторін 7:11. У нижній частині прапора - три смуги: біла, червона і знову біла в одну десяту ширини прапора кожна; ці смуги відокремлені від нижнього краю полотнища смугою зеленого кольору такої ж ширини. Існували також варіанти прапора із зображенням герба Ічкерії - лежачого вовка 
 (чеч. нохчи борзо), саме такий прапор (прапор) висів на стіні в кабінеті президента республіки Джохара Дудаєва.

### Прапор проросійської опозиції в Чечні

Прапор проросійської опозиції в Чечні

До затвердження нинішнього прапора прапором Чечні, а також прапором маріонеткової проросійської опозиції часів Чеченської Республіки Ічкерія було полотнище зеленого кольору з червоною, білою, червоною, зеленою смугами внизу. В наш час[коли?] прапор використовується вболівальниками футбольного клубу Терек (Грозний).